# Водонапорная башня (Оренбург)
Водонапорная башня — памятник градостроительства и архитектуры регионального значения. Архитектор Рянгин И. В. Находится в Оренбурге на стыке проспекта Победы, улиц Маршала Жукова и Рыбаковской.

## История
До 1870 на этом месте находился пустырь, но впоследствии город разросся, и на этом месте появилась городская площадь. Разросшемуся городу требовались источники воды, и в 1904 на площади появилась постройка с механизмом для очищения воды на 80 вёдер.
После Гражданской войны случился большой приток беженцев, в результате чего воды стало не хватать, и в 1927 было принято решение о строительстве водонапорной башни. Архитектором был выбран строитель нескольких промышленных зданий и электростанций И. В. Рянгин. В 1929 башня сдана в эксплуатацию, и работала до 60-х годов.
Современное состояние — эксплуатируется как офисное здание.

## Описание
Высота — 28 метров. Стиль — изначально классицизм, впоследствии к зданию пристроены некоторые элементы в стиле конструктивизма.